# Рейн-Лан
Рейн-Лан (нем. Rhein-Lahn) — район в Германии. Центр района — город Бад-Эмс. Район входит в землю Рейнланд-Пфальц. Занимает площадь 782,31 км². Население — 128 362 чел. Плотность населения — 164 человека/км².
Официальный код района: 07 1 41.
Район подразделяется на 137 общин.

## Города и объединённые общины
(Количество жителей на 2008 год)
1. Ланштайн (18 439)

Объединённая община Бад-Эмс
1. Арцбах (1 893)
2. Бад-Эмс (9 452)
3. Бехельн (657)
4. Даузенау (1 347)
5. Фахбах (1 358)
6. Фрюхт (608)
7. Кемменау (486)
8. Миллен (448)
9. Ниферн (995)

Объединённая община Браубах
1. Браубах (3 190)
2. Даксенхаузен (1 058)
3. Фильзен (628)
4. Камп-Борнхофен (1 651)
5. Остерспай (1 305)

Объединённая община Диц
1. Альтендиц (2 323)
2. Ауль (473)
3. Бальдуинштайн (588)
4. Бирленбах (1 532)
5. Шарлоттенберг (167)
6. Крамберг (501)
7. Диц (10 918)
8. Дёрнберг (593)
9. Эппенрод (717)
10. Гайльнау (389)
11. Гюккинген (1 046)
12. Хамбах (530)
13. Хайстенбах (1 159)
14. Хиршберг (388)
15. Хольцаппель (1 121)
16. Хольцхайм (908)
17. Хорхаузен (317)
18. Иссельбах (413)
19. Лангеншайд (569)
20. Лауренбург (323)
21. Шайдт (315)
22. Штайнсберг (262)
23. Вазенбах (377)

Объединённая община Ханштеттен
1. Бургшвальбах (1 166)
2. Флахт (1 167)
3. Ханштеттен (2 908)
4. Кальтенхольцхаузен (632)
5. Лорхайм (585)
6. Мудерсхаузен (478)
7. Нецбах (413)
8. Нидернайзен (1 516)
9. Обернайзен (770)
10. Шисхайм (260)

Объединённая община Катценельнбоген
1. Аллендорф (689)
2. Бергхаузен (303)
3. Берндрот (419)
4. Бибрих (383)
5. Бремберг (302)
6. Дёрсдорф (418)
7. Эбертсхаузен (138)
8. Айзигхофен (265)
9. Эргесхаузен (150)
10. Гутенаккер (387)
11. Херольд (493)
12. Катценельнбоген (2 168)
13. Клингельбах (758)
14. Кёрдорф (588)
15. Миттельфишбах (124)
16. Нидертифенбах (238)
17. Оберфишбах (179)
18. Реккенрот (211)
19. Реттерт (478)
20. Рот (195)
21. Шёнборн (769)

Объединённая община Лорелай
1. Ауэль (234)
2. Борних (1 078)
3. Дальхайм (915)
4. Дёршайд (430)
5. Кауб (1 027)
6. Кестерт (715)
7. Лиршид (502)
8. Ликерсхаузен (204)
9. Нохерн (555)
10. Патерсберг (451)
11. Прат (337)
12. Райхенберг (219)
13. Райтценхайн (357)
14. Санкт-Гоарсхаузен (1 511)
15. Зауэрталь (232)
16. Вайзель (1 140)
17. Вейер (492)

Объединённая община Нассау
1. Аттенхаузен (419)
2. Дессигхофен (183)
3. Динеталь (277)
4. Дорнхольцхаузен (227)
5. Гайзиг (378)
6. Хёмберг (334)
7. Лольшид (217)
8. Миссельберг (92)
9. Нассау (5 042)
10. Обернхоф (404)
11. Обервис (168)
12. Поль (350)
13. Швайгхаузен (233)
14. Зеельбах (492)
15. Зингхофен (1 879)
16. Зульцбах (225)
17. Вайнер (458)
18. Винден (743)
19. Циммершид (84)

Объединённая община Наштеттен
1. Берг (249)
2. Беттендорф (373)
3. Богель (841)
4. Бух (580)
5. Дитардт (297)
6. Эр (92)
7. Эндлихгофен (154)
8. Эшбах (194)
9. Геммерих (566)
10. Хайнау (190)
11. Химмигхофен (352)
12. Хольцхаузен-ан-дер-Хайде (1 275)
13. Хунцель (267)
14. Касдорф (263)
15. Кельбах (160)
16. Лаутерт (264)
17. Липпорн (288)
18. Мариенфельс (351)
19. Милен (2 069)
20. Наштеттен (4 246)
21. Нидербахгайм (276)
22. Нидервалльменах (403)
23. Обербахгайм (216)
24. Обертифенбах (373)
25. Обервалльменах (211)
26. Эльсберг (535)
27. Реттерсхайн (349)
28. Руппертсхофен (403)
29. Штрют (327)
30. Вайденбах (116)
31. Вельтерод (545)
32. Винтерверб (185)